# کیریندولا
کیریندولا (به لاتین: Kirindewela) یک منطقهٔ مسکونی در سری‌لانکا است که در استان مرکزی (سری‌لانکا) واقع شده‌است.